# Malcolm Williamson
Malcolm Benjamin Graham Christopher Williamson CBE, AO (Sydney, 21 november 1931 – Cambridge (Verenigd Koninkrijk), 2 maart 2003) was een Australisch componist, organist en pianist. Vanaf 1975 tot zijn overlijden was hij Master of the Queen's Music.

## Levensloop
Williamson studeerde aan het Sydney Conservatorium of Music in Sydney onder andere bij Eugène Aynsley Goossens. In 1950 ging hij naar Londen, waar hij werkte als organist en ook als barpianist. Vanaf 1953 studeerde hij bij Elisabeth Lutyens en later bij Erwin Stein.
Al toen was hij een veelgevraagd componist. Hij kreeg vele opdrachten en voerde regelmatig eigen werk uit als organist of pianist. In het midden van de jaren vijftig werden zijn composities uitgevoerd door dirigenten als Adrian Boult en Benjamin Britten. Na het overlijden van Arthur Bliss in 1975 werd hij Master of the Queen's Music. Hij was de eerste niet-Britse componist die deze benoeming kreeg. Williamson schreef een aantal werken die uiting gaven aan zijn koninklijke aanstelling, bijvoorbeeld Mass of Christ the King (1978) en Lament in Memory for Lord Mountbatten of Burma (1980).
In 1960 huwde hij Dolores Daniel met wie hij drie kinderen had. In 1976 scheidden zij.
In 1976 werd hij Commander in the Most Excellent Order of the British Empire (CBE). In 1987 werd hij tot Officer in the Order of Australia (AO) benoemd.
Williamson schreef zeven symfonieën en een Symphony for organ, vier pianoconcerten, opera's, balletmuziek, koorwerken, kamermuziek, werken voor harmonieorkest, filmmuziek en muziek voor de tv.

## Composities (Selectie)

### Werken voor orkest

#### Symfonieën
- 1956-1957 Symfonie nr. 1 - "Elevamini"
- 1968 Symfonie nr. 2 - "Pilgrim på havet"
- 1972 Symfonie nr. 3 - "The Icy Mirror", voor sopraan, mezzosopraan en twee bariton soli, gemengd koor en orkest
- 1977 Symfonie nr. 4 - "Jubilee"
- 1979-1980 Symfonie Nr. 5 - "Aquerò"
- 1982 Symfonie nr. 6 - "Liturgy of Homage to the Australian Broadcasting Commission in its Fiftieth Year as University to the Australian Nation"
- 1984 Symfonie nr. 7 - "Symphony for Strings", voor strijkorkest

#### Concerten voor instrumenten en orkest
- 1958 Concerto nr. 1, voor piano en orkest
- 1960 Concerto nr. 2, voor piano en strijkorkest
- 1961 Concerto, voor orgel en orkest
- 1962 Concerto nr. 3, voor piano en orkest
- 1962 Sinfonia Concertante, voor drie trompetten en piano soli en strijkorkest
- 1965 Concerto, voor viool en orkest
- 1971 Concert voor twee piano's en strijkorkest
- 1976 Concerto - "Au tombeau du martyr juif inconnu", voor harp en strijkorkest
- 1994 Concerto nr. 4, voor piano en orkest

#### Andere werken voor orkest
- 1956 Santiago de Espada, ouverture voor orkest
- 1963 Our Man in Havana, concert suite uit de opera voor vocaal solisten en orkest
- 1963 Our Man in Havana, orkestsuite uit de opera
- 1964 The Display, concert suite uit het ballet
- 1965 Sinfonietta
- 1965 Concerto Grosso, voor orkest
- 1965 Symphonic Variations, voor orkest
- 1965 Serenade and Aubade, voor kamerorkest
- 1966-1972 Epitaphs for Edith Sitwell voor strijkorkest
- 1974 Perisynthion
- 1977 The House of Windsor, suite voor orkest
- 1978 Fiesta, voor orkest
- 1978 Azure, voor orkest
- 1978 Ochre, voor orkest of orgel en strijkorkest
- 1980 Lament in Memory of Lord Mountbatten of Burma, voor viool en strijkorkest
- 1980 Ode for Queen Elizabeth, voor strijktrio en strijkorkest
- 1982 In Thanksgiving - Sir Bernard Heinze, voor orkest
- 1983 Two Pieces, voor strijkorkest
- 1984 Cortège for a Warrior, voor orkest
- 1985 Lento for Strings, voor strijkorkest
- 1988 Bicentennial Anthem, voor orkest
- 1995 With Proud Thanksgiving, voor orkest

### Werken voor harmonieorkest
- 1976 Music for a Quiet Day
- 1980 Richmond Fanfare, voor vijf trompetten, twee tenortrombones, twee bastrombones, tuba, slagwerk en orgel

### Missen en gewijde muziek
- 1977-1978 Mass of Christ the King, voor lyrische sopraan, dramatisch sopraan, tenor en bariton soli, gemengd koor, echo koor en orkest
- 1981 Now Is the Singing Day, voor solisten, gemengd koor, twee piano's, slagwerk en strijkorkest
- 1982 Mass of St. Margaret of Scotland, voor unisono koor en orgel of piano

### Muziektheater

#### Opera's
| Voltooid in | titel                        | aktes   | première                                       | libretto                                                |
| ----------- | ---------------------------- | ------- | ---------------------------------------------- | ------------------------------------------------------- |
| 1963        | Our Man in Havanna           | 3 aktes | 2 juli 1963, Londen, Sadler's Wells Opera      | Sidney Gilliat, naar een novel van Graham Greene        |
| 1964        | English Eccentgrics          | 2 aktes | 1964, Aldeburgh                                | Geoffrey Dunn, naar een boek van Edith Sitwell          |
| 1965        | The Happy Prince             | 1 akte  | 1965, Farnham                                  | van de componist, naar Oscar Wilde                      |
| 1965-1967   | Julius Caesar Jones          | 2 aktes |                                                | van de componist                                        |
| 1966        | The Violins of Saint-Jacques | 3 aktes | 29 november 1966, Londen, Sadler's Wells Opera | William Chappell, naar Patrick Leigh Fermor             |
| 1967        | Dunstan and the Devil        | 1 akte  |                                                | Geoffrey Dunn                                           |
| 1968        | The Growing Castle           | 2 aktes | 1968, Dynevor Castle Engeland                  | van de componist, naar August Strindberg, «A Dram Play» |
| 1969        | Lucky-Peter's Journey        | 3 aktes | 1969, Londen                                   | Edmund Tracey, naar August Strindberg                   |
| 1972-1973   | The Red Sea                  | 1 akte  | 1972, Devon                                    | van de componist                                        |
| 1976-1977   | The Valley and the Hill      |         | kinderopera                                    |                                                         |

#### Operettes
| Voltooid in | titel                      | aktes           | première | libretto                |
| ----------- | -------------------------- | --------------- | -------- | ----------------------- |
| 1966        | The Brilliant and the Dark | koraal-operette |          | Ursula Vaughan Williams |

#### Balletten
| Voltooid in | titel             | aktes       | première | libretto | choreografie    |
| ----------- | ----------------- | ----------- | -------- | -------- | --------------- |
| 1963        | The Display       |             |          |          | Robert Helpmann |
| 1966        | Sun into Darkness | 3 aktes     |          |          |                 |
| 1974        | Perisynthion      |             |          |          |                 |
| 1985        | Heritage          | 3 taferelen |          |          |                 |

#### Musicals
| Voltooid in | titel            | aktes | première      | libretto                     |
| ----------- | ---------------- | ----- | ------------- | ---------------------------- |
| 1959        | No Bed for Bacon |       | 1959, Bristol | Caryl Brahms en Nick Sherrin |

### Werken voor koren
- 1962 Symphony for Voices, in vijf delen voor gemengd koor - tekst: James McAuley
- 1977 'Jubilee Hymn, voor unisono koor, gemengd koor en orkest

### Vocale muziek
- 1974 Hammarskjold Portrait, liedercyclus voor sopraan en strijkorkest
- 1976 Les Olympiques, liedercyclus voor mezzosopraan en strijkorkest
- 1985 Songs for a Royal Baby, voor solisten of gemengd koor en strijkorkest
- 1985 Next Year in Jerusalem, liedercyclus voor sopraan en orkest
- 1995 A Year of Birds, zang-cyclus voor sopraan en orkest